# 科丽·莫里斯
科丽·莫里斯（英語：Cori Morris，1971年6月21日—），旧姓巴特尔（Bartel），加拿大女子冰壶运动员。她曾代表加拿大参加2010年冬季奥林匹克运动会冰壶比赛，获得一枚银牌。她在退役后成为教练。